# Щербак Дмитро Ігорович
Дмитро Ігорович Щербак (нар. 8 грудня 1996, Полтава, Україна) — український футболіст, атакувальний півзахисник СК «Полтава».

## Життєпис
Вихованець полтавської ДЮСШ ім. І. Горпинка (2008–2011) та харківського ХДВУФК № 1 (2012). У 2014 році виступав у складі аматорського СК «Полтава».
Наприкінці лютого 2015 року перейшов у російський клуб «Кубань» (Краснодар), у сезоні 2015/16 років зіграв у молодіжній першості 9 матчів, відзначився одним голом. У серпні 2016 року підписав контракт з махачкалинським «Анжи». У 2016 році провів 9 матчів, відзначився 4 голами в молодіжній першості. 5 грудня того ж року дебютував за основну команду в гостьовому матчі 17-го туру проти тульського «Арсеналу», вийшовши на заміну на 87-й хвилині зустрічі замість Лоренцо Ебесіліо. Цей матч так і залишився єдиним для нього у футболці «Анжи». У наступному сезоні виступав за «Нижній Новгород» (7 матчів - 0 голів).
У 2019 році повернувся до України, ставши гравцем тоді ще аматорського СК «Полтава». 1 лютого 2020 року повернувся у професійний футбол, підписавши контракт із полтавською «Ворсклою». Дебютував в еліті українського футболу 13 вересня того ж року в домашньому матчі проти «Інгульця» (2:0). Єдиний м'яч у сезоні 2020/21 в рамках УПЛ провів у ворота ковалівського «Колоса» (3:0).
У квітні 2021 року повернувся до рідної команди – СК «Полтава», який на той час виступав у Другій футбольній лізі. Через рік команда дебютувала у Першій лізі. У сезоні 2023/24 гравець розділив лаври кращого бомбардира турніру разом із Андрієм Хомою та Василем Палагнюком, які відзначилися 14-ма влучними ударами.